# Passos (Minas Gerais)
Passos ist eine Gemeinde im brasilianischen Bundesstaat Minas Gerais. Sie ist etwa 343 km von Belo Horizonte entfernt und liegt auf 745 Metern über dem Meeresspiegel. Passos bedeckt eine Fläche von etwa 1339 km². Eine Volkszählung aus dem Jahr 2010 ergab eine Einwohnerzahl von 106.290 Menschen. Im Jahr 2018 lebten nach offizieller Schätzung etwa 114.000 Menschen in Passos.

## Söhne und Töchter der Stadt
- Messias dos Reis Silveira (* 1958), römisch-katholischer Geistlicher und Bischof von Teófilo Otoni
- Selton Mello (* 1972), Schauspieler, Drehbuchautor und Regisseur
- Célio da Silveira Calixto Filho (* 1973), römisch-katholischer Geistlicher und Weihbischof in Rio de Janeiro